# Mount Crandell
Mount Crandell är ett berg i Kanada.   Det ligger i provinsen Alberta, i den södra delen av landet, 2 900 km väster om huvudstaden Ottawa. Toppen på Mount Crandell är 2 358 meter över havet, eller 762 meter över den omgivande terrängen. Bredden vid basen är 4,5 km.
Terrängen runt Mount Crandell är varierad.Trakten runt Mount Crandell är nära nog obefolkad, med mindre än två invånare per kvadratkilometer..
Trakten runt Mount Crandell består i huvudsak av gräsmarker.